# 澎溪河
澎溪河又名小江，是位於中国重慶市开州区雪宝山的一条河流，為长江左岸支流。发源于白泉乡钟鼓村，於雲陽縣雙江鎮雙江村注入長江。澎溪河流域包括开州区和云阳县，支流有东河、南河和普里河等，是三峡水库北岸流域面积最大的支流。总面积5172.5平方公里，全长约182.4公里。
澎溪河流域的气候属于亚热带湿润季风气候，降雨相对充沛，多年平均降水量在1100到1500毫米之间，多年平均气温约为18.6摄氏度。该地区的海拔高度介于148米到2549米之间，地势由北向南逐渐下降。在三峡水库145米水位时，在云阳县高阳段形成了面积近5平方千米的高阳平湖。